# Altobeli da Silva
Altobeli Santos da Silva (né le 3 décembre 1990 à Catanduva) est un athlète brésilien, spécialiste du fond.

## Biographie
Il remporte deux titres, sur 3 000 m steeple et sur 5 000 m, lors des Championnats ibéro-américains de 2016 à Rio. Son record sur le steeple est de 8 min 26 s 30 obtenu en 2016, lors de la finale des Jeux olympiques.
Son prénom est une adaptation du nom du joueur de football italien, Alessandro Altobelli.

## Palmarès
| Date | Compétition                    | Lieu           | Résultat | Épreuve     | Temps          |
| ---- | ------------------------------ | -------------- | -------- | ----------- | -------------- |
| 2016 | Championnats ibéro-américains  | Rio de Janeiro | 1er      | 5 000 m     | 13 min 53 s 48 |
| 2016 | Championnats ibéro-américains  | Rio de Janeiro | 1er      | 3 000 m st. | 8 min 33 s 72  |
| 2016 | Jeux olympiques                | Rio de Janeiro | 9e       | 3 000 m st. | 8 min 26 s 30  |
| 2019 | Championnats d'Amérique du Sud | Lima           | 1er      | 5 000 m     | 13 min 50 s 08 |
| 2019 | Championnats d'Amérique du Sud | Lima           | 2e       | 3 000 m st. | 8 min 38 s 43  |
| 2021 | Championnats d'Amérique du Sud | Guayaquil      | 1er      | 5 000 m     | 13 min 51 s 81 |
| 2021 | Championnats d'Amérique du Sud | Guayaquil      | 1er      | 3 000 m st. | 8 min 34 s 17  |
| 2023 | Championnats d'Amérique du Sud | São Paulo      | 3e       | 5 000 m     | 13 min 55 s 91 |
| 2023 | Jeux panaméricains             | Santiago       | 3e       | 5 000 m     | 14 min 48 s 18 |
| 2024 | Championnats ibéro-américains  | Cuiabá         | 1er      | 5 000 m     | 14 min 27 s 38 |
| 2024 | Championnats ibéro-américains  | Cuiabá         | 2e       | 3 000 m st. | 8 min 37 s 13  |

## Records
| Épreuve         | Performance    | Lieu      | Date            |
| --------------- | -------------- | --------- | --------------- |
| 3 000 m steeple | 8 min 23 s 67  | Rabat     | 16 juillet 2017 |
| 5 000 m         | 13 min 23 s 85 | Palo Alto | 3 mai 2018      |